# ويليام دينمان إيبرل
ويليام دينمان إيبرل هو محامي وسياسي أمريكي، ولد في 5 يونيو 1923 في بويسي في الولايات المتحدة، وتوفي في 3 أبريل 2008 في كونكورد في الولايات المتحدة بسبب قصور كلوي. نشط حزبياً في الحزب الجمهوري. وقد انتخب عضو مجلس نواب ايداهو ‏.

## وصلات خارجية
- ويليام دينمان إيبرل على موقع مونزينجر (الألمانية)